# Mont-Noble
Mont-Noble är en kommun i distriktet Hérens i kantonen Valais, Schweiz. Kommunen skapades den 1 januari 2011 genom sammanslagningen av kommunerna Mase, Vernamiège och Nax. Mont-Noble har 1 174 invånare (2023).